# Phare de Vibberodden

Le phare de Vibberodden  (en norvégien : Vibberodden  fyr)  est un phare portuaire situé dans la commune de Eigersund, dans le Comté de Rogaland (Norvège). Il est géré par l'administration côtière norvégienne (en norvégien : Kystverket).

## Historique
Le phare a été établi pour la première fois en 1855. Le phare d'origine a été mis hors service en 1977 lorsqu'un nouveau feu automatisé a été construit juste à côté de l'ancien bâtiment. Le phare est situé sur la petite île de Vibberodden, juste au sud-est de la côte de l'île d'Eigerøya, marquant le côté ouest de l'entrée d'un fjord étroit menant à la ville d'Egersund. Le phare fonctionne en coordination avec le phare d'Eigerøy et guide les bateaux vers l'entrée sud du port d'Egersund.
Le feu actuel a été construit en 1977 et se trouve au sommet d'un poteau en béton de 9,5 mètres (31 pieds) de haut et émet sa lumière à 22 mètres (72 pieds) au-dessus du niveau de la mer. La tour est juste en face d'une maison de gardien de phare en bois d'un étage et demi.
Le feu blanc, rouge ou vert (selon la direction) est un feu à occultations qui s'éteint toutes les 6 secondes à une intensité de 4.500 candelas. Le phare est peint en blanc et le toit de la lanterne est peint en rouge. Le feu actuel est situé à côté de l'ancien phare. Le site est ouvert aux visiteurs, mais la tour est fermée.
En 2006, le phare a été loué à une nouvelle fondation créée par la Egersund Coastal Society, le Nordfjord Folk Museum et la municipalité d'Eigersund. La fondation a commencé la restauration historique du bâtiment et les travaux se poursuivent[3].

## Caractéristiques dufeu maritime
Fréquence : 6 secondes (W-R-G)
Identifiant : ARLHS : NOR-0346 ; NF-093500 - Amirauté : B3176 - ex-NGA : 1948.

### Galerie

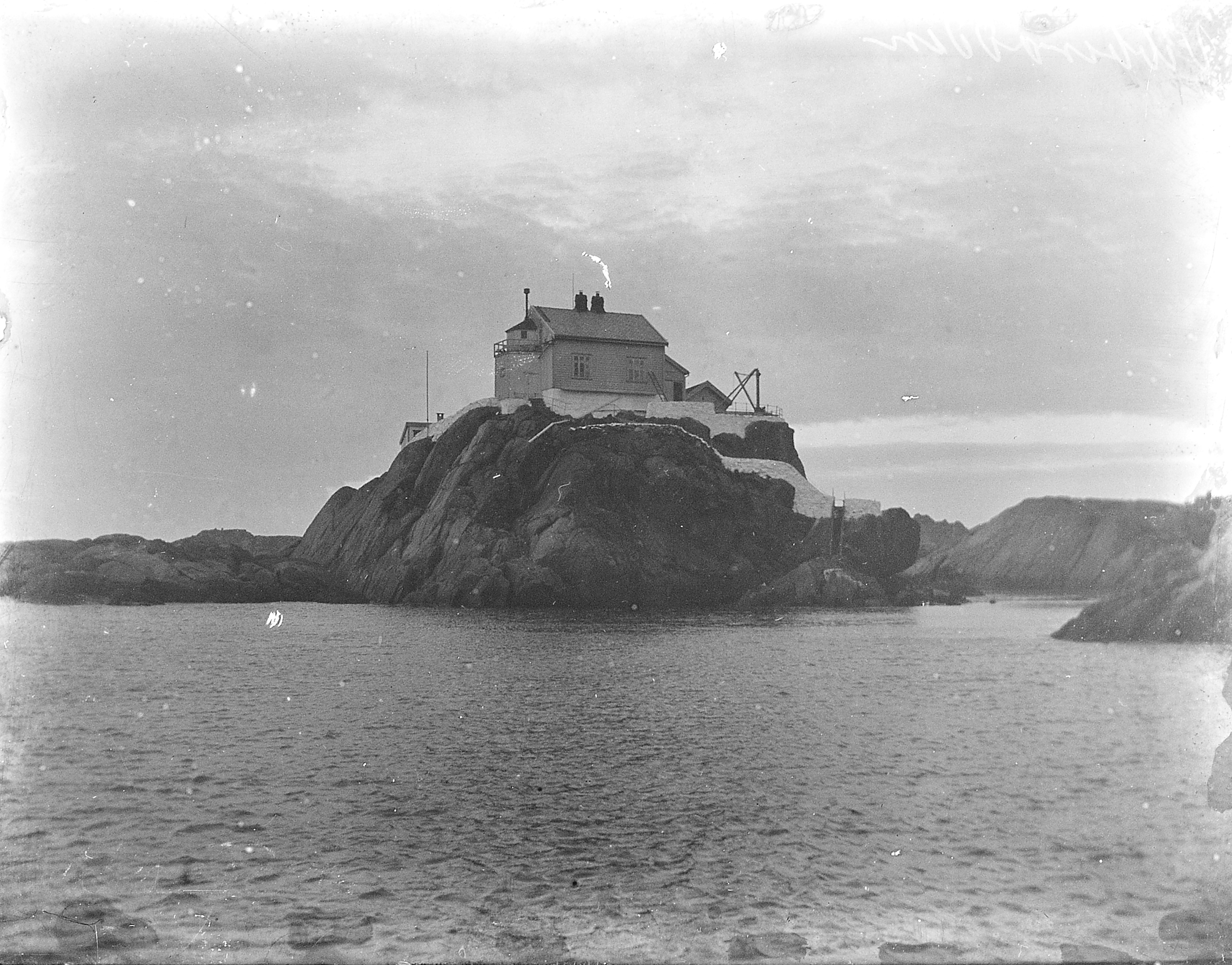
Entre 1890-1900

### Lien connexe
- Liste des phares de Norvège